# Antrodoco
Antrodoco é uma comuna italiana da região do Lácio, província de Rieti, com cerca de 2.845 habitantes. Estende-se por uma área de 63 km², tendo uma densidade populacional de 45 hab/km². Faz fronteira com Borbona, Borgo Velino, Cagnano Amiterno (AQ), Fiamignano, Áquila (AQ), Micigliano, Petrella Salto, Scoppito (AQ).

## Demografia
| Variação demográfica do município entre 1861 e 2011                               |
|                                                                                   |
| Fonte: Istituto Nazionale di Statistica (ISTAT) - Elaboração gráfica da Wikipedia |